# Coupe d'Ukraine de football 2021-2022
Navigation
Coupe d'Ukraine 2020-2021 Coupe d'Ukraine 2022-2023
La Coupe d'Ukraine 2021-2022 est la 31e édition de la Coupe d'Ukraine depuis la dissolution de l'URSS. Elle démarre le 4 août 2021 pour s'achever initialement le 11 mai 2022, date de la finale.
Un total de 65 équipes prennent part à la compétition, incluant l'intégralité des équipes des trois premières divisions professionnelles auxquelles s'ajoutent deux équipes amateurs demi-finalistes de la Coupe d'Ukraine amateur la saison précédente.
Le vainqueur de la coupe se qualifie pour les barrages de qualification de la Ligue Europa 2022-2023 ainsi que pour l'édition 2022 de la Supercoupe d'Ukraine.
La compétition est suspendue indéfiniment par le déclenchement de l'invasion de l'Ukraine par la Russie en février 2022 et par la suite abandonnée le 26 avril suivant, n'ayant pas dépassée le stade des quarts de finale.

## Premier tour
Le premier tour voit l'entrée en lice de huit équipes issues de la troisième division 2021-2022 ainsi que des deux équipes amateurs participantes. Le tirage au sort de ce tour a lieu le 27 juillet 2021 tandis que les rencontres sont jouées le 4 août suivant.
| Date        | Locaux                 | Score    | Visiteurs                 |
| ----------- | ---------------------- | -------- | ------------------------- |
| 4 août 2021 | Feniks Pidmonastyr (A) | 2 - 0    | (D3) MFA Moukatchevo      |
| 4 août 2021 | Olimpiya Savyntsi (A)  | 6 - 0    | (D3) Lyubomyr Stavychtche |
| 4 août 2021 | Skoruk Tomakivka (D3)  | 1 - 0    | (D3) FK Trostianets       |
| 4 août 2021 | Karpaty Lviv (D3)      | 3 - 0    | (D3) AFSK Kiev            |
| 4 août 2021 | Livyi Bereh Kiev (D3)  | 1 - 0 ap | (D3) SK Poltava           |

## Deuxième tour

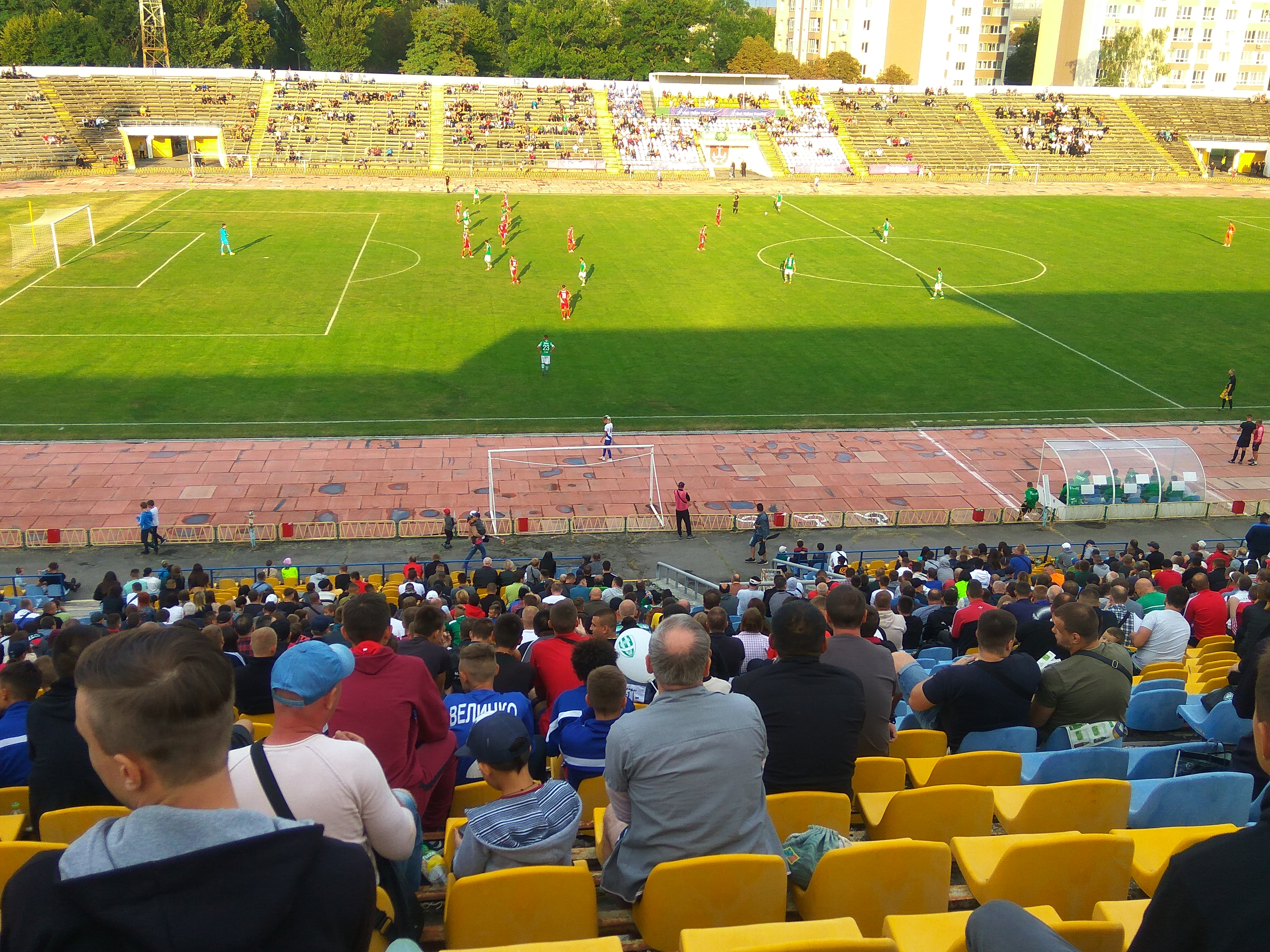
Nyva Vinnytsia - Volyn Loutsk. 18 août 2021

Le deuxième tour voit l'entrée en lice des seize équipes de la deuxième division 2021-2022 et des 23 autres clubs du troisième échelon. Le tirage au sort de ce tour a lieu le 6 août 2021 tandis que les rencontres sont jouées les 17 et 18 août.
| Date         | Locaux                                     | Score                | Visiteurs                              |
| ------------ | ------------------------------------------ | -------------------- | -------------------------------------- |
| 17 août 2021 | Skoruk Tomakivka (D3)                      | 4 - 2                | (D3) Viktoriya Mykolaïvka              |
| 18 août 2021 | Epitsentr Dounaïvtsi (D3)                  | 3 - 0                | (D2) Podillya Khmelnytskyï (en)        |
| 18 août 2021 | Bukovyna Tchernivtsi (D3)                  | 2 - 0 ap             | (D2) Ahrobiznes Volotchysk             |
| 18 août 2021 | Feniks Pidmonastyr (A)                     | 2 - 6                | (D2) Prykarpattia Ivano-Frankivsk (en) |
| 18 août 2021 | FK Oujhorod (en) (D2)                      | 0 - 1                | (D2) Nyva Ternopil                     |
| 18 août 2021 | Karpaty Lviv (D3)                          | 1 - 0                | (D3) Karpaty Halytch                   |
| 18 août 2021 | Tchaïka Petropavlivska Borchtchahivka (D3) | 1 - 1 ap (3 - 5 tab) | (D3) FK Tchernihiv                     |
| 18 août 2021 | Rubikon Kiev (D3)                          | 0 - 5                | (D2) Polissia Jytomyr                  |
| 18 août 2021 | Dinaz Vychhorod (D3)                       | 1 - 2                | (D2) Obolon Kiev                       |
| 18 août 2021 | Nyva Vinnytsia (D3)                        | 1 - 1 ap (3 - 5 tab) | (D2) Volyn Loutsk                      |
| 18 août 2021 | Livyi Bereh Kiev (D3)                      | 2 - 3                | (D2) Olimpik Donetsk                   |
| 18 août 2021 | FK Soumy (D3)                              | 0 - 1                | (D3) Metalurh Zaporijia                |
| 18 août 2021 | Alians Lypova Dolyna (en) (D2)             | 2 - 1                | (D2) FK Kramatorsk                     |
| 18 août 2021 | Yarud Marioupol (D3)                       | 1 - 3                | (D2) Metalist Kharkiv                  |
| 18 août 2021 | Olimpiya Savyntsi (A)                      | 0 - 1                | (D3) FK Vovtchansk                     |
| 18 août 2021 | Peremoha Dnipro (D3)                       | 1 - 2                | (D2) Hirnyk-Sport Horichni Plavni      |
| 18 août 2021 | Real Pharma Odessa (D3)                    | 0 - 2                | (D2) VPK-Ahro Chevtchenkivka (en)      |
| 18 août 2021 | Balkany Zorya (en) (D3)                    | 4 - 2                | (D3) Enerhiya Nova Kakhovka            |
| 18 août 2021 | MFK Mykolaïv (D3)                          | 1 - 1 ap (3 - 1 tab) | (D2) Kryvbass Kryvy Rih                |
| 18 août 2021 | LNZ Tcherkassy (D3)                        | 1 - 0                | (D2) Kremin Krementchouk               |
| 18 août 2021 | Tavria Simferopol (D3)                     | 3 - 2                | (D3) Dnipro Tcherkassy                 |
| 18 août 2021 | FK Nikopol (D3)                            | 2 - 0                | (D3) Krystal Kherson (en)              |

## Troisième tour
L'ensemble des matchs de cette phase est disputée le 31 août et le 1er septembre 2021.
| Date               | Locaux                    | Score                | Visiteurs                              |
| ------------------ | ------------------------- | -------------------- | -------------------------------------- |
| 31 août 2021       | Karpaty Lviv (D3)         | 2 - 3 ap             | (D2) Volyn Loutsk                      |
| 31 août 2021       | LNZ Tcherkassy (D3)       | 2 - 1                | (D2) Olimpik Donetsk                   |
| 31 août 2021       | Obolon Kiev (D2)          | 1 - 0                | (D2) Polissia Jytomyr                  |
| 31 août 2021       | Metalurh Zaporijia (D3)   | 2 - 3                | (D2) Hirnyk-Sport Horichni Plavni      |
| 31 août 2021       | FK Tchernihiv (D3)        | 1 - 5                | (D2) Alians Lypova Dolyna (en)         |
| 31 août 2021       | Balkany Zorya (en) (D3)   | 1 - 3 ap             | (D2) VPK-Ahro Chevtchenkivka (en)      |
| 31 août 2021       | Bukovyna Tchernivtsi (D3) | 1 - 1 ap (2 - 4 tab) | (D2) Prykarpattia Ivano-Frankivsk (en) |
| 31 août 2021       | FK Nikopol (D3)           | 0 - 3                | (D3) Tavria Simferopol                 |
| 31 août 2021       | Epitsentr Dounaïvtsi (D3) | 1 - 0                | (D2) Nyva Ternopil                     |
| 1er septembre 2021 | Skoruk Tomakivka (D3)     | 0 - 3                | (D2) Metalist Kharkiv                  |
| 1er septembre 2021 | MFK Mykolaïv (D3)         | 4 - 1                | (D3) FK Vovtchansk                     |

## Seizièmes de finale
Les seizièmes de finale voient l'entrée en lice de onze des seize équipes de la première division 2021-2022. Les rencontres de ce tour sont disputées entre le 21 et le 23 septembre 2021.
| Date              | Locaux                                 | Score                | Visiteurs                  |
| ----------------- | -------------------------------------- | -------------------- | -------------------------- |
| 21 septembre 2021 | MFK Mykolaïv (D3)                      | 0 - 3                | (D1) Rukh Lviv             |
| 21 septembre 2021 | Metalist Kharkiv (D2)                  | 2 - 1                | (D1) Desna Tchernihiv      |
| 22 septembre 2021 | Tavria Simferopol (D3)                 | 1 - 3                | (D1) FK Oleksandria        |
| 22 septembre 2021 | LNZ Tcherkassy (D3)                    | 2 - 1                | (D1) Inhoulets Petrove     |
| 22 septembre 2021 | Volyn Loutsk (D2)                      | 0 - 0 ap (5 - 6 tab) | (D1) FK Marioupol          |
| 22 septembre 2021 | VPK-Ahro Chevtchenkivka (en) (D2)      | 1 - 2                | (D1) SK Dnipro-1           |
| 22 septembre 2021 | Obolon Kiev (D2)                       | 0 - 1                | (D1) Veres Rivne           |
| 23 septembre 2021 | Epitsentr Dounaïvtsi (D3)              | 0 - 1                | (D1) Metalist 1925 Kharkiv |
| 23 septembre 2021 | Hirnyk-Sport Horichni Plavni (D2)      | 0 - 2                | (D1) FK Lviv               |
| 23 septembre 2021 | Prykarpattia Ivano-Frankivsk (en) (D2) | 1 - 4                | (D1) Tchornomorets Odessa  |
| 23 septembre 2021 | Alians Lypova Dolyna (en) (D2)         | 3 - 2                | (D1) FK Mynaï              |

## Huitièmes de finale
Les huitièmes de finale voient l'entrée en lice des cinq équipes de la première division prenant part aux compétitions européennes.
| Date              | Locaux                         | Score                | Visiteurs             |
| ----------------- | ------------------------------ | -------------------- | --------------------- |
| 26 octobre 2021   | Metalist 1925 Kharkiv (D1)     | 2 - 5                | (D1) FK Oleksandria   |
| 27 octobre 2021   | Veres Rivne (D1)               | 1 - 3                | (D1) Vorskla Poltava  |
| 27 octobre 2021   | FK Marioupol (D1)              | 1 - 2                | (D1) Dynamo Kiev      |
| 27 octobre 2021   | Tchornomorets Odessa (D1)      | 0 - 3                | (D1) Chakhtar Donetsk |
| 28 octobre 2021   | Alians Lypova Dolyna (en) (D2) | 1 - 1 ap (2 - 3 tab) | (D1) FK Lviv          |
| 28 octobre 2021   | Rukh Lviv (D1)                 | 0 - 2 ap             | (D1) Zorya Louhansk   |
| 28 octobre 2021   | Metalist Kharkiv (D2)          | 1 - 0                | (D1) Kolos Kovalivka  |
| 1er décembre 2021 | LNZ Tcherkassy (D3)            | 0 - 2                | (D1) SK Dnipro-1      |

## Quarts de finale
Initialement prévue entre le 1er et le 3 mars 2022, la tenue des quarts de finale est reportée puis abandonnée définitivement à la suite de l'invasion de l'Ukraine par la Russie en février 2022.
| Date          | Locaux                | Score  | Visiteurs             |
| ------------- | --------------------- | ------ | --------------------- |
| 1er mars 2022 | Metalist Kharkiv (D2) | Annulé | (D1) Zorya Louhansk   |
| 2 mars 2022   | FK Oleksandria (D1)   | Annulé | (D1) Dynamo Kiev      |
| 2 mars 2022   | FK Lviv (D1)          | Annulé | (D1) Chakhtar Donetsk |
| 3 mars 2022   | SK Dnipro-1 (D1)      | Annulé | (D1) Vorskla Poltava  |

## Demi-finales
| Date          | Locaux  | Score   | Visiteurs |
| ------------- | ------- | ------- | --------- |
| 20 avril 2022 | Annulée | Annulée | Annulée   |
| 20 avril 2022 | Annulée | Annulée | Annulée   |

## Finale
| Finale      |  | Annulée |  |  |
| 11 mai 2022 |  |         |  |  |